# District métropolitain de Wigan
 (décembre 2014).
 (novembre 2011).
Le district métropolitain de Wigan est un district métropolitain du Grand Manchester, dans l'Angleterre du Nord-Ouest. Il est dénommé d'après sa principale ville, Wigan et inclut également les villes de Leigh, Ashton-in-Makerfield, Ince-in-Makerfield, et Hindley. Le district a été formé en 1974 et est la réunion de plusieurs anciennes administrations locales. 

## Situation géographique
Le district de Wigan est le district occidental du comté métropolitain du Grand Manchester (Greater Manchester). Au nord-est se trouve le district métropolitain de Bolton, tandis que la ville de Salford se situe quant à elle à l’est. En dehors du Grand Manchester, le district de Wigan est bordé au sud par Warrington, autorité unitaire du Cheshire, et au sud-ouest par le district métropolitain de Saint Helens, dépendant du comté de Merveyside. A l’ouest, Wigan est bordé par le district de West Lancashire, tandis qu’au nord se trouve le district de Chorley, dans le Lancashire aussi.

## Politique

### Divisions
| - Abram - Ashton-in-Makerfield - Aspull, New Springs, Whelley - Astley, Mosley Common - Atherleigh - Atherton - Bryn - Douglas - Golborne and Lowton West - Hindley - Hindley Green - Ince-in-Makerfield - Leigh - Leigh East | - Leigh South - Leigh West - Lowton East - Orrell - Pemberton - Shevington with Standish Lower Ground - Standish (Standish with Langtree) - Tyldesley - Wigan Central - Wigan West - Winstanley - Worsley Mesnes |

|  | - Abram - Ashton-Golborne - Aspull-Standish - Atherton - Astley - Beech Hill - Bryn - Hindley Green - Hindley - Hindsford - Hope Carr - Ince | - Langtree - Leigh Central - Leigh East - Lightshaw - Newtown - Norley - Orrell - Swinley - Tyldesley East - Whelley - Winstanley - Worsley Mesnes |

## Villes dépendantes

### Townships
| Township                         | Wards                                                                            |
| -------------------------------- | -------------------------------------------------------------------------------- |
| Ashton-in-Makerfield / Bryn      | Ashton; Bryn                                                                     |
| Atherton                         | Atherton                                                                         |
| Hindley / Abram                  | Abram; Hindley; Hindley Green                                                    |
| Leigh                            | Atherleigh; Leigh North; Leigh South; Leigh West                                 |
| Lowton / Golborne                | Golborne and Lowton West; Lowton East                                            |
| Orrell / Higher End / Winstanley | Orrell; Winstanley; Billinge Higher End                                          |
| Standish / Aspull / Shevington   | Aspull-New Springs-Whelley; Shevington with Lower Ground; Standish with Langtree |
| Tyldesley / Astley               | Astley-Mosley Common; Tyldesley                                                  |
| Wigan North                      | Ince; Wigan Central; Wigan West                                                  |
| Wigan South                      | Douglas; Pemberton; Worsley Mesnes                                               |

## Démographie

### Population
Le tableau ci-dessous présente l’évolution de la population du district de Wigan depuis 1801. Bien que le district ait une existence propre seulement depuis 1974, les statistiques démographiques pour les décennies antérieures ont pu être établies en combinant les données de recensement émanant des villes, villages et paroisses constitutives du district.
| 1801   | 1811   | 1821   | 1831   | 1841   | 1851   | 1861    | 1871    | 1881    |
| ------ | ------ | ------ | ------ | ------ | ------ | ------- | ------- | ------- |
| 41 413 | 50 464 | 60 760 | 69 400 | 78 349 | 93 271 | 120 001 | 146 732 | 173 462 |

| 1891    | 1901    | 1911    | 1921    | 1931    | 1941    | 1951    | 1961    | 1971    |
| ------- | ------- | ------- | ------- | ------- | ------- | ------- | ------- | ------- |
| 212 665 | 239 399 | 269 503 | 267 754 | 266 040 | 266 436 | 266 839 | 284 309 | 302 929 |

| 1981    | 1991    | 2001    | - | - | - | - | - | - |
| ------- | ------- | ------- | - | - | - | - | - | - |
| 307 721 | 310 866 | 301 415 | - | - | - | - | - | - |

## Jumelage
Depuis 1988, la ville de Wigan est jumelée à la ville d'Angers, en France.